# Кондофури
Кондофу̀ри (на италиански: Condofuri, на грико Kontofyria, Контофирия) е малко градче и община в Южна Италия, провинция Реджо Калабрия, регион Калабрия. Разположено е на 339 m надморска височина. Населението на общината е 4899 души (към 2012 г.).
В това градче, особено в малки села около същото градче, живее гръцко общество, което говори на особен гръцки диалект, наречен грико.